# Echipa națională de fotbal a Ugandei
Echipa națională de fotbal a Ugandei este naționala de fotbal a Ugandei și este controlată de Federația de Fotbal a Ugandei. Nu s-au calificat niciodată la Campionatul Mondial de Fotbal. Cel mai bun loc pe care au terminat la Cupa Africii pe Națiuni a fost locul doi.

## Campionatul Mondial de Fotbal
- 1930 până la 1974 - Nu a participat
- 1978 - Nu s-a calificat
- 1982 - S-a retras
- 1986 până la 1990 - Nu s-a calificat
- 1994 - S-a retras
- 1998 până la 2010 - Nu s-a calificat

## Cupa Africii pe Națiuni
- 1957 până la 1959 - Nu a participat
- 1962 - Locul patru
- 1963 - S-a retras
- 1965 - Nu s-a calificat
- 1968 - Faza grupelor
- 1970 până la 1972 - Nu s-a calificat
- 1974 - Faza grupelor
- 1976 - Faza grupelor
- 1978 - Locul doi
- 1980 până la 1982 - S-a retras
- 1984 până la 1988 - Nu s-a calificat
- 1990 - S-a retras
- 1992 până la 2010 - Nu s-a calificat

## Lista antrenorilor
- Burkhard Pape
- Peter Okee
- Barnabas Mwesiga
- Polly Ouma
- Asumani Lubowa
- Timothy Ayeikoh
- Mike Mutebi
- Muhammad Abbas
- Harrison Okagbue
- Csaba László
- Bobby Williamson